# Ivan Stepanovič Marčuk
Ivan Stepanovič Marčuk (Oblast' di Ternopil', 12 maggio 1936) è un pittore ucraino.
Dal 1951 al 1965 ha studiato alla Scuola di Arti Decorative ed Applicate Ivan Truša ed all'Università di Arti Decorative ed Applicate di Leopoli. 
Le sue opere originali si trovavano nel Museo d'arte Archip Kuindži.  Nel marzo 2022 il museo è stato distrutto durante l'invasione russa.